# Friedrich Wilhelm Sturz
Friedrich Wilhelm Sturz auch: Friedrich Guielmus Stürz (* 14. Mai 1762 in Erbisdorf; † 20. Mai 1832 in Grimma) war ein deutscher Klassischer Philologe und Lehrer. Sturz war 20 Jahre lang Rektor der Fürstenschule Grimma.

## Leben
Sturz wurde als Sohn des Pfarrers M. Friedrich Samuel Sturz (* 21. November 1715 in Lichtenhain; † 24. März 1785 in Brand-Erbisdorf) und dessen Frau Christina Sophia Müller von Berneck geboren. Er wurde zunächst von seinem Vater und Privatlehrern unterrichtet. Ab 1778 besuchte er die Thomasschule zu Leipzig bei Johann Friedrich Fischer und Karl August Thieme (1767–1795). 1781 nahm er ein Literaturstudium an der Universität Leipzig auf, wo er bereits am 10. Mai 1780 immatrikuliert worden war. Hier wurden zunächst Samuel Friedrich Nathanael Morus, Friedrich Wolfgang Reiz, Christian August Clodius und Christian Daniel Beck seine prägenden Lehrer. Zudem besuchte er philosophische Vorlesungen bei Christian Friedrich Petzold, Karl Adolph Caesar und Ernst Platner, in Geschichte hörte er Johann Friedrich Burscher, Friedrich August Wilhelm Wenck (1741–1810), Beck und Johann Friedrich Hilscher (1753–1817), theologische Vorlesungen frequentierte er bei Johann Gottfried Körner, Friedrich Immanuel Schwarz, Morus und Petzold. Die hebräische Sprache übte er bei Johann August Dathe und Johann Friedrich Schleusner, sein Englisch vervollkommnete er bei Anton Ernst Klausing (1729–1803), seine Fähigkeiten im Disputieren erweiterte Johann August Wolf (1750–1809) und über die theologischen Bücher unterrichtete ihn Karl August Gottlieb Keil.  
So angeleitet erwarb er sich am 2. März 1786 den philosophischen Magistergrad und habilitierte sich im selben Jahr am 31. Mai mit der Arbeit de dialecto Alexandrina, ratione simul habita versionis liborum V. T. graecae als Magister legens. 1787 beschloss man Sturz als Professor der Eloquenz ans Gymnasium Rutheneum zu Gera zu ziehen, welche Aufgabe er im Mai des Folgejahrs übernahm. 1802 wurde er Ehrenmitglied der Lateinischen Gesellschaft in Jena und am 25. Juni 1803 Rektor der Landes- und Fürstenschule zu Grimma. Obwohl Sturz sich für die Hebung der Landesschule einsetzte, wuchsen ihm die Probleme mit Schülern, Lehrern und der Umbauphase des Gymnasiums über den Kopf. Auch seine Gesundheit litt immer mehr. Das Dresdner Oberkonsistorium stellte ihm daher 1819 Jonathan August Weichert als Substituten an die Seite, welcher eine wesentlich strengere Gangart entwickelte. Schließlich wurde Sturz 1823 aus seinem Dienstverhältnis entlassen. Seinen Lebensabend verbrachte er bis zu seinem Tod weiter in Grimma, wo er weiter literarisch publizierte. Seine Arbeiten bewegten sich auf dem Gebiet des Griechischen Altertums und deren sprachlichen Dialekte.
Sturz hatte sich 1788 mit Marianne Katharina Wendlant verheiratet. Die Ehe blieb kinderlos.
In der Aula im Gymnasium St. Augustin in Grimma befindet sich ein historisches Ölgemälde, welches Rektor Sturz zeigt.

## Werke (Auswahl)
- Cleanthis Hymnum in Jovem Graece edidit notisque illustravit. Leipzig 1785
- De dialecto Alexandrina, ratione simul habita versionis librorum V. T. Graecae, disp. I. Leipzig 1786
- Hellanici Lesbii Fragmenta; e variis scriptoribus collegit, emendavit, illustravit, &, praemissa commentatione de Hellanici aetate, vita & scriptis in universum edidit. Leipzig 1787, 1826 (Online), (Online), (Online)
- Diss. I de dialecto Alexandrino. Gera 1788
- Diss. II. de dialecto Alexandrino. Gera 1788
- Progr. De nominibus hominum propriis, olim ominosis putatis. Gera 1789
- Pherecydis Fragmenta, e variis scriptoribus collegit, emendavit, illustravit, commentationem de Pherecyde utroque & philosopho & historico praemisit, denique fragmenta Acusilai & indices adjecit. Gera 1789 (Online), 1789, 1824 (Online), (Online), (Online)
- Diss. De consuetudine commoriendi. Gera 1790
- Progr. Circumcisionis a barbaris gentibus ad Judaeos translationem per fe quidem Deo non indignam, sed tamen non vere factam esse. Gera 1791
- Basilii Magni ad Adolescentes Oratio de mondo, e litteris Graecis utilitatem percipiendi; Graeca cum Juliani Garnierii & Frontonis Ducaei animadversionibus edidit, praecipuam varietatem lectionis notavit. Gera 1791
- Homeri locos nonnullos interpretus – quinque oratiunculas habendas indicit. Gera 1792
- Diss. III. de dialecto Alexandrino. Gera 1793
- Diss. IV. de dialecto Alexandrino. Gera 1794
- Prolusio I. de vestigiis doctrinae de animi humani immortalitate in Homeri carminibus. Gera 1795
- Prolusio II. de vestigiis doctrinae de animi humani immortalitate in Homeri carminibus. Gera 1796
- Prolusio III. de vestigiis doctrinae de animi humani immortalitate in Homeri carminibus. Gera 1797
- Ueber den Dulvrestes der alten Tragiker. In. Allgemeiner Literarischer Anzeiger. 1797, Nr. 94, S. 958 f.
- Progr. Specimen indicis Xenophontei. Gera 1798 (Online)
- Progr. I.-III De nominibus Graecorum. Gera 1799–1801
- Progr. IV. De nominibus Graecorum. Gera 1802
- Progr. V. De nominibus Graecorum. Gera 1803
- Lexicon Xenophonteum. Vol. I. Leipzig 1801 (Online), (Online)
- Lexicon Xenophonteum. Vol. II. Leipzig 1802, (Online), (Online), (Online)
- Lexicon Xenophonteum. Vol. III. Leipzig 1803, (Online), (Online)
- Lexicon Xenophonteum. Vol. IV. Leipzig 1804, (Online), (Online)
- Prolusio I-V de vocibus animalium. Grimma 1805–1810
- Graecae linguae Dialecti recognitae opera Michaelis Maittairo post J. F. Reitzium, qui praefationem et excerpta ex Apoll. Dyscoli Grammatica addiderat, totum opus recensuit, emendavit, auxit etc. Leipzig und London 1807
- De dialecto Macedonica et Alexandrina Liber. Leipzig 1808, (Online), (Online)
- Index scriptorum, philosophorum, artificium, aliorumque virorum memorabilium, quorum in Operibus Platonis, tam genuinis, quam spuriis, mention fit, paginis editionis Stephanianae accommodatus. In: J. A. Fabricii: Biblioth. Graec. Vol. III. Hamburg 1793, S. 112–122
- Index scriptorium aliorumque virorum memorabbilium ab Aristotele laudatorum. In: J. A. Fabricii: Biblioth. Graec. Vol. III. Hamburg 1793, S. 284–292
- Animadversorium in Empedoclis carmina Specimen I. In: Beck: Comment. Societ. Philol. Lips. Vol. I., Partic I., S. 262–274
- Observatio philological de nomine άδεος. In: Beck: Comment. Societ. Philol. Lips. Vol. II., Partic I., S. 64–72
- Symbolae ad defensionem Henrici Stephani ab emendandi libidinis crimine, quod Zeunius ei objecit. Adjectae sunt aliae nonullae ad Xenophontis locos aliquos observations. In: Beck: Comment. Societ. Philol. Lips. Vol. II., Partic I., S. 232–242 (1802)
- Epistola ad Beckium, qua Gailii Professois Parisiensis, animadversionibus ad Lexici Xenophontei Vol. I. respondetur. In: Beck: Comment. Societ. Philol. Lips. Vol. II., Partic I., S. 249–254
- Prog. Prolusio de nonnulis Dionis Classii locis III. Grimma 1814 (such in Classical Journal V. 26, 1822)
- Etymologicum Graecea linguae Gudianum et alia Grammaticorum scripta, e codicibus manuscriptiis nunc primum edita. Accedunt notae ad Etymologicum Magnum ineditae E. H. Barkeri, Imm. Bekkeri, Ludwig Kulenkampii, Amad Peyroni aliorumque, quas digessit et cum suis edidit. Cum indice locupletissimo. Leipzig 1818 (auch In: Etymologicum Magnum. Teil 2)
- Progr. Zonarae Glossas sacras Novi Testam. Interpretari porrexit. Grimma 1820
- Orionis Thebani Etymologicum. Ex Museo Fr. Aug. Wolfii, ejusdem Wolfii nonnulas et suas indicesque locupletissimos adjecit. Accedunt P. H. Larcheri Observationes criticae in Etymollogicum Magnum et Amad. Peyroni commentatio in Theodosii Alexandrini tractatum de prosodia. Leipzig 1820 ( Auch unter dem Titel Etymologicum Magnum Part III.)
- Progr. De adverbiis graecorum in ... et ... exeuntibus. Grimma 1823
- Diss. de vocabuli ... significationibus. In: Novis Actis. Sociiet. Latin. Jenens. Tom. I (1806), S. 65–78
- Etymologicum Graecae linguae Gudianum. Leipzig  1818 (Online)
- Orionis Thebani Etymologicum. Leipzig 1820, (Online), (Online), (Online)
- Opuscula nonnulla olim separatim emissa nunc coniunctim edita, emendata et aucta. Leipzig 1825, (Online), (Online)
- Römische Geschichte des Dio Cassius. Leipzig 1824 u. 1825, 8 Bde.,
- Novae annotationes ad Etymologicum M. Leipzig 1828